# 三塔集镇
三塔集镇，是中华人民共和国安徽省阜阳市颍州区下辖的一个乡镇级行政单位。

## 行政区划
三塔集镇下辖以下地区：
胜华村、花园村、倪寨村、葛庙村、三塔村、吴大村、小郢村、张湖村、周赵村、徐寨村、张寨村、前进村、大塘村、冯于村、胜庄村、拐湾村和洲孜村。

## 交通
- 京九铁路：三塔镇站